# Ritratti del Fayyum
Con l'espressione «ritratti del Fayyum» si designa una serie di circa 600 ritratti funebri, realizzati per lo più su tavole lignee, che ricoprivano i volti di alcune mummie egizie d'età romana. Il nome deriva dall'oasi del Fayyum, da cui proviene la maggior parte delle opere.
L'importanza di tali raffigurazioni deriva, oltre che dal loro spiccato realismo, anche dal fatto che, insieme agli affreschi di Ercolano e Pompei, a quelli della tomba del tuffatore a Paestum e ad alcune raffigurazioni tombali a Verghina nella Macedonia Centrale, sono tra gli esempi meglio conservati di pittura dell'antichità.

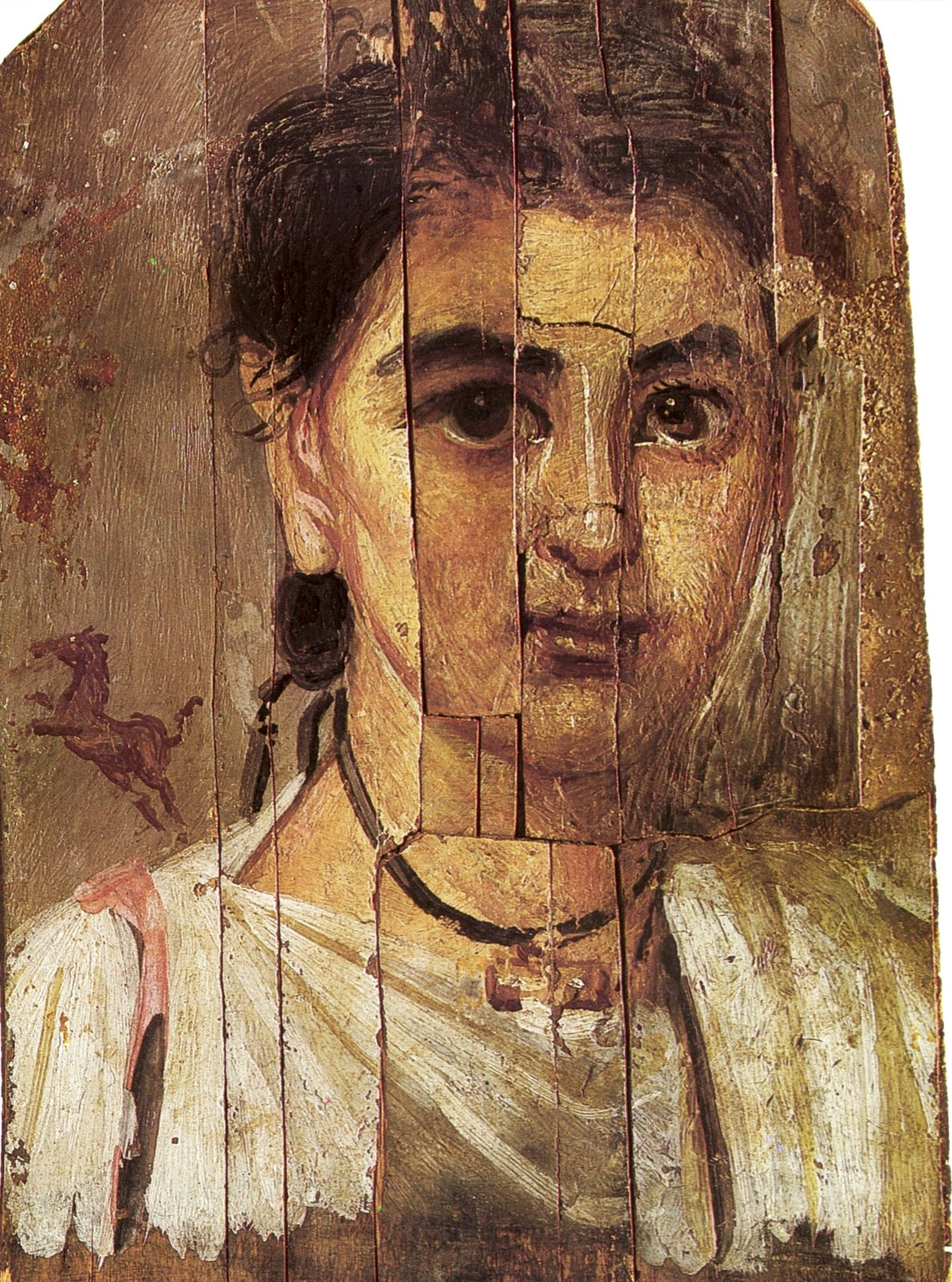
Ritratto di ragazzo.

## Origine
L'Egitto di epoca ellenistica e romana ospitava numerose comunità greche, soprattutto ad Alessandria e nelle altre città principali.
Ai tempi della dinastia dei Tolomei (specie sotto Tolomeo II Filadelfo) la zona del Fayyum venne popolata da coloni greci, principalmente veterani e ufficiali militari (i cleruchi). Al seguito dei coloni giunsero anche molti egizi, impiegati nella lavorazione delle terre. Secondo gli studiosi, ai tempi dei Tolomei la popolazione del Fayyum era composta per circa il 30% da Greci e, per il resto, da Egizi.
Fu così che, durante la successiva dominazione romana, il Fayyum risultò essere popolato da individui di origine mista greco-egizia, nonché da egizi ellenizzati. I ritratti del Fayyum, dunque, raffigurerebbero i volti dei discendenti di quei primi coloni greci che presero in moglie donne egizie e che adottarono le credenze religiose del paese ospitante. In tal senso, i ritratti costituirebbero una sintesi delle due culture.
Alcuni storici evidenziano come, all'epoca dei Tolomei, la commistione fra la cultura greca e quella egizia rimanesse però alquanto limitata. I Tolomei - che pure si proclamavano faraoni - e i loro notabili continuavano a seguire per lo più le usanze greche (tra queste, ad esempio, la cremazione). Dal canto loro, i sudditi egizi continuarono a mantenere i costumi dei loro antenati, assorbendo solo in minima parte la cultura ellenistica, mentre l'ellenizzazione dell'Egitto subì una forte accelerazione con l'arrivo dei Romani.
Molte antiche usanze vennero così abbandonate nel giro di poche generazioni. Un discorso a parte vale per le pratiche religiose. Mentre l'uso dei sarcofagi cadde effettivamente in disuso entro il II secolo d.C., l'usanza di mummificare i corpi dei defunti restò popolare. In particolare, le maschere funebri (già usate al tempo dei faraoni) cominciarono ad essere realizzate non secondo i canoni egizi ma secondo quelli greco-romani.
Il fatto che la ritrattistica del Fayyum si sia sviluppata solo con l'avvento della dominazione romana fa pensare che vi sia stata un'influenza della tradizione romana di realizzare maschere in cera dei volti dei defunti, da conservare nelle abitazioni. In tal senso, i ritratti del Fayyum costituirebbero una sintesi di usanze funebri romane ed egizie.

## Datazione
Benché l'usanza di realizzare ritratti delle mummie fosse diffusa in Egitto già in epoca faraonica, i ritratti del Fayyum sono considerati come un filone a sé stante per due ragioni:
la prima, di tipo geografico, deriva dal fatto che essi sono stati ritrovati principalmente (anche se non esclusivamente) nel bacino del Fayyum; la seconda, di tipo cronologico, è dovuta al fatto che tali opere risalgono esclusivamente all'epoca romana: esse coprono un periodo che va dalla fine del I secolo a.C. alla metà del III secolo d.C. Ad oggi rimangono sconosciute le cause della fine di questo tipo di produzione artistica.
I ritratti possono essere suddivisi in due gruppi a seconda della tecnica utilizzata (encausto o tempera a base di uovo). Non mancano tuttavia esempi di utilizzo di altre tecniche, a volte ibride.
Generalmente, le opere più pregevoli appartengono al primo gruppo: l'encausto, infatti, riusciva a rendere i colori molto più vividi, creando così un forte effetto impressionistico. In alcuni casi, fu impiegata foglia d'oro per raffigurare gioielli e diademi. Spesso si notano variazioni nelle tonalità, impiegate per indicare la provenienza della luce.
La maggior parte dei ritratti è dipinta su tavole di legno duro, principalmente importato (quercia, tiglio, sicomoro, cedro, cipresso e fico). Vi sono alcuni esempi di tavole ridipinte o dipinte da ambo i lati, forse perché i ritratti furono eseguiti quando il soggetto era ancora in vita e aggiornati in seguito. Esistono inoltre alcuni esempi di raffigurazioni realizzate direttamente sulle bende usate per la mummificazione.
Ciascuna tavola veniva applicata al volto del defunto, inserendola tra le bende. Sebbene la gran parte dei ritratti sia stata asportata dalle mummie, al Museo Egizio del Cairo e al British Museum si trovano alcune mummie con la tavola ancora applicata.
Nella gran parte dei casi ad essere raffigurato è il volto di una sola persona, ritratta frontalmente. Lo sfondo è solitamente monocromo, a volte arricchito da alcuni elementi decorativi.
Dal punto di vista artistico, risulta netta la prevalenza dei canoni stilistici greco-romani rispetto a quelli egizi.
La scarsità di opere comparabili con tali ritratti rende però difficile inserire le raffigurazioni del Fayyum all'interno di una precisa corrente stilistica. Mentre è evidente la discontinuità rispetto alla precedente ritrattistica funebre egizia, poco si può dire sui rapporti con la pittura greco-romana. Se, infatti, il clima particolarmente secco dell'Egitto ha permesso la conservazione di queste tavole, non è invece possibile ritrovare in Grecia o in Italia opere dello stesso genere. Il confronto con affreschi e mosaici d'epoca classica, comunque, permette di affermare con certezza il forte legame con l'arte greco-romana, al tempo dominante in tutto il Mediterraneo.

## Soggetti
La maggior parte dei ritratti raffigura persone molto giovani (raramente compaiono persone con più di 35 anni), spesso bambini. Ciò si spiegherebbe con la bassa aspettativa di vita del tempo.
Studi compiuti sulle mummie indicano una forte corrispondenza di età e sesso tra le persone rappresentate e le mummie a cui erano applicate le tavole. Mentre in passato si era pensato che i ritratti fossero stati realizzati quando il soggetto era ancora in vita (seguendo la tradizione greca di esporre propri ritratti in casa), tali evidenze (nonché il fatto che alcuni siano stati eseguiti direttamente sulle bende e sui sarcofagi) fanno pensare che le raffigurazioni fossero solitamente effettuate dopo il decesso.
Pur essendo molto noti per il loro forte realismo, i volti dei soggetti ritratti non corrispondevano forse ai defunti in modo integrale. Analisi dettagliate hanno evidenziato come, malgrado la variabilità di acconciature e barbe, siano presenti alcuni “profili-standard”.
I soggetti dovevano appartenere alla classe dirigente, visto l'alto costo di onori funebri tanto preziosi. Del resto, molte mummie sono state ritrovate senza una tavola che le ritraesse (Flinders Petrie riportò che solo l'1-2% delle mummie da lui rinvenute era abbellita da una tavola dipinta).

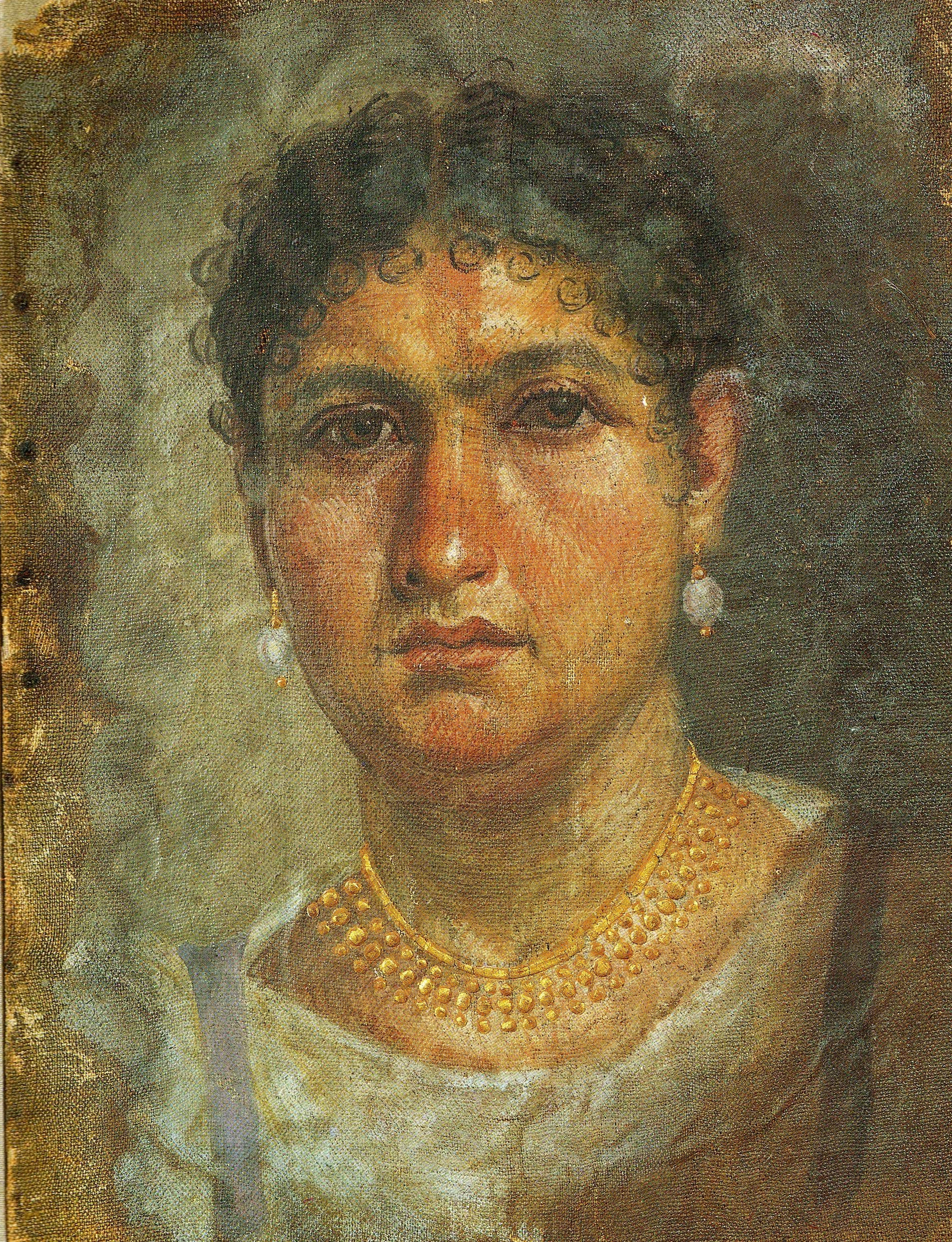
Aline.

In tal senso, la Tomba di Aline è molto significativa. In essa vennero rinvenute non solo la mummia della donna, ma anche quelle del marito e di due bambini. La mummia del marito, diversamente dalle altre, non era abbellita da un ritratto ma ornata da una maschera dorata. Il fatto che la maschera appartenesse al capofamiglia lascia pensare che, quando le disponibilità economiche lo permettevano, le maschere fossero preferite ai ritratti su tavola.
Le iscrizioni sulle tombe (nonché i tratti somatici dei soggetti) dimostrano come, al tempo, il Fayyum fosse abitato da genti molto diverse. Si ritrovano infatti nomi egizi, greci, greco-macedoni e romani. I vestiti e le acconciature sono chiaramente influenzati dalla moda romana del tempo, mentre a volte si ritrovano iscrizioni in greco ellenistico indicanti la professione del defunto. Donne e bambini indossano in molti casi ornamenti di grande valore, mentre gli uomini, a volte, esibiscono il balteo.

### Le acconciature

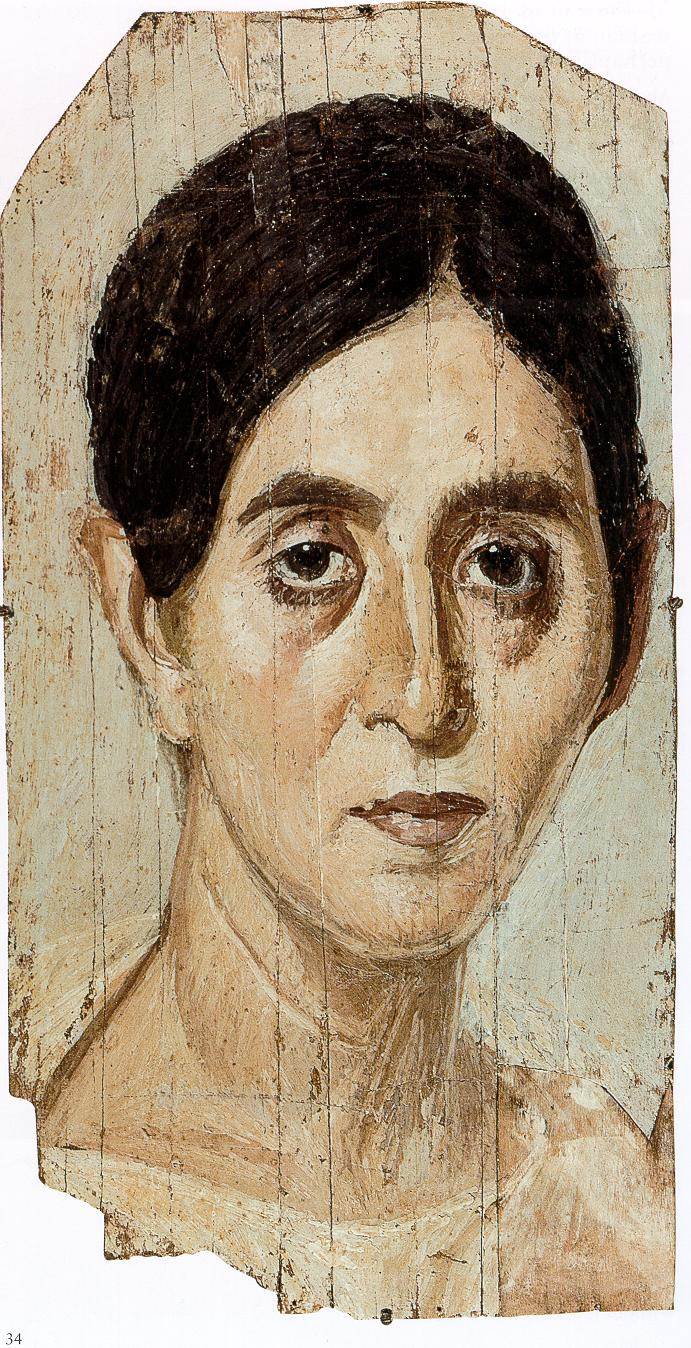
Donna con acconciatura semplice.

Le acconciature portate dai soggetti raffigurati sono di grande aiuto nella datazione delle opere. Al tempo dei Romani, infatti, le sculture raffiguranti gli esponenti della famiglia imperiale venivano utilizzate con fine propagandistico. Inevitabilmente, esse finivano con l'avere anche una forte influenza sulle mode del momento, per quel che riguarda sia i vestiti che le acconciature. Insieme ad altri ritrovamenti, anche i ritratti del Fayyum confermano che, probabilmente a causa delle distanze geografiche, nelle province le mode tendevano a durare più a lungo rispetto alla città di Roma. Ciò comporta sovrapposizioni di stili diversi.
Sono le acconciature femminili ad essere di particolare aiuto nella datazione. I ritratti femminili risalenti all'epoca dell'imperatore Tiberio presentano un'acconciatura semplice, con una riga centrale. Molto più elaborate sono quelle della fine del I secolo, con riccioli e trecce avvolte a forma di nido. In età antoniniana andavano invece di moda piccole trecce ovali avvolte a nido, mentre nella seconda metà del II secolo si assiste a un ritorno alla semplicità, con una riga centrale e una treccia lasciata cadere sul collo. Nell'epoca di Settimio Severo ricompaiono acconciature più complesse, con trecce elaborate e cotonature vaporose. Un ultimo stile, con trecce annodate sopra la testa in modo particolare, si può invece notare solo su alcune raffigurazioni direttamente eseguite sulle bende.

## La fine della tradizione ritrattistica funeraria
Mentre in precedenza si pensava che la produzione ritrattistica funeraria avesse avuto termine intorno alla fine del IV secolo, oggi si tende ad anticipare tale data al III secolo: le ultime tavole lignee risalirebbero infatti alla metà del secolo, mentre le ultime mummie direttamente dipinte si spingerebbero solo pochi decenni più in là. Diverse cause potrebbero spiegare il declino di questa usanza:
- la crisi economica dell'impero romano durante il III secolo (crisi del III secolo) avrebbe impoverito anche le classi più agiate, non più in grado di finanziare opere così costose.
- un certo declino della sensibilità religiosa antica, testimoniato anche dal fatto che, a partire dal II secolo, si costruirono in Egitto sempre meno templi.
- mutamenti intervenuti all'interno della classe dirigente a seguito della promulgazione della  Constitutio Antoniniana, con cui si garantì la cittadinanza romana a tutti i soggetti liberi dell'impero. Questo avvenimento avrebbe contribuito a ridurre l'importanza della classe dirigente del tempo.

## La scoperta dei ritratti
L'esploratore italiano Pietro Della Valle, durante il suo viaggio in Egitto nel 1615, fu il primo europeo a ritrovare e descrivere i ritratti del Fayyum. Egli portò con sé in Europa alcune mummie, che ora sono conservate all'Albertinum di Dresda.

### Musei
Attualmente, i ritratti del Fayyum si possono ammirare nei maggiori musei del mondo, tra cui il Museo di antichità egiziane del Cairo, il British Museum, il Royal Museum of Scotland, il Metropolitan Museum of Art di New York, il Louvre di Parigi, museo Museo Puškin delle belle arti a Mosca, il museo egizio di Torino e quello di Firenze. Se ne trovano anche al Landesmuseum Württemberg.
Dal momento che i ritratti furono per lo più rinvenuti da esploratori che non utilizzavano tecniche soddisfacenti rispetto agli standard odierni, si può dire che essi siano tutti privi di una vera e propria contestualizzazione, il che ha notevolmente compromesso la possibilità di ottenere informazioni specifiche su ogni singolo ritratto.

## Le stoffe del Fayyum
Differentemente dai ritratti, che tesero a scomparire tra la fine del IV secolo e l'inizio del V secolo, le stoffe vennero prodotte anche in età copta ed araba. Il loro utilizzo principale derivò dalla tradizione siriaca di avvolgere i morti in un sudario. I tessuti sono in lino o in lana, impreziositi da riquadri, tondi o bordi lavorati ad arazzo policromatico o monocromatico, con motivi alessandrini o ellenistici raffiguranti scene bacchiche, nereidi e amorini.

## Galleria d'immagini

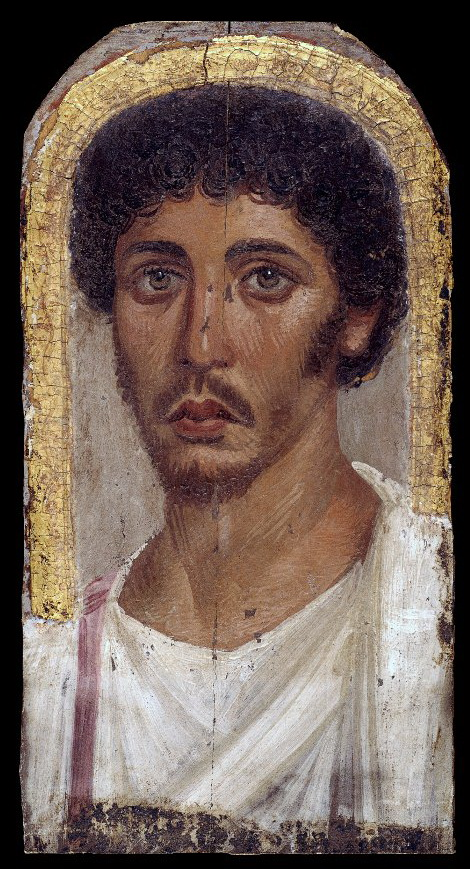
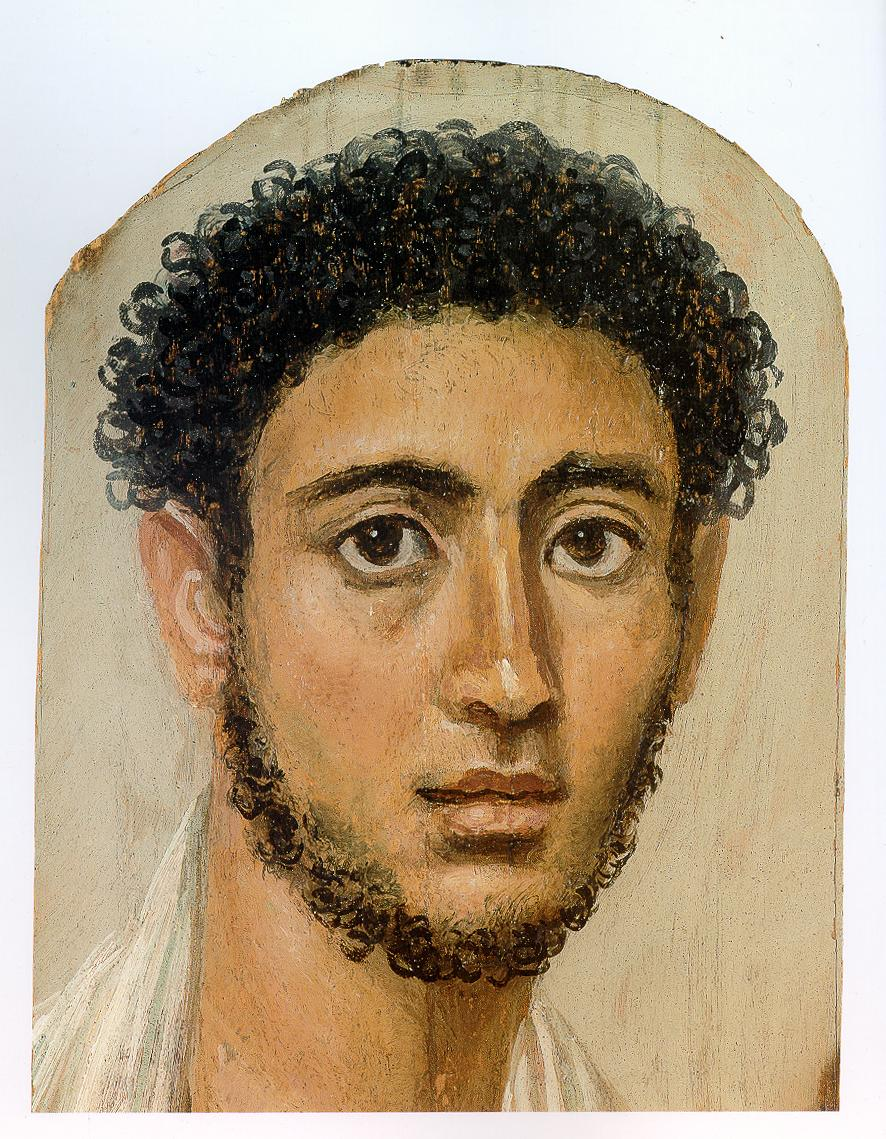
Ritratto di giovane uomo.
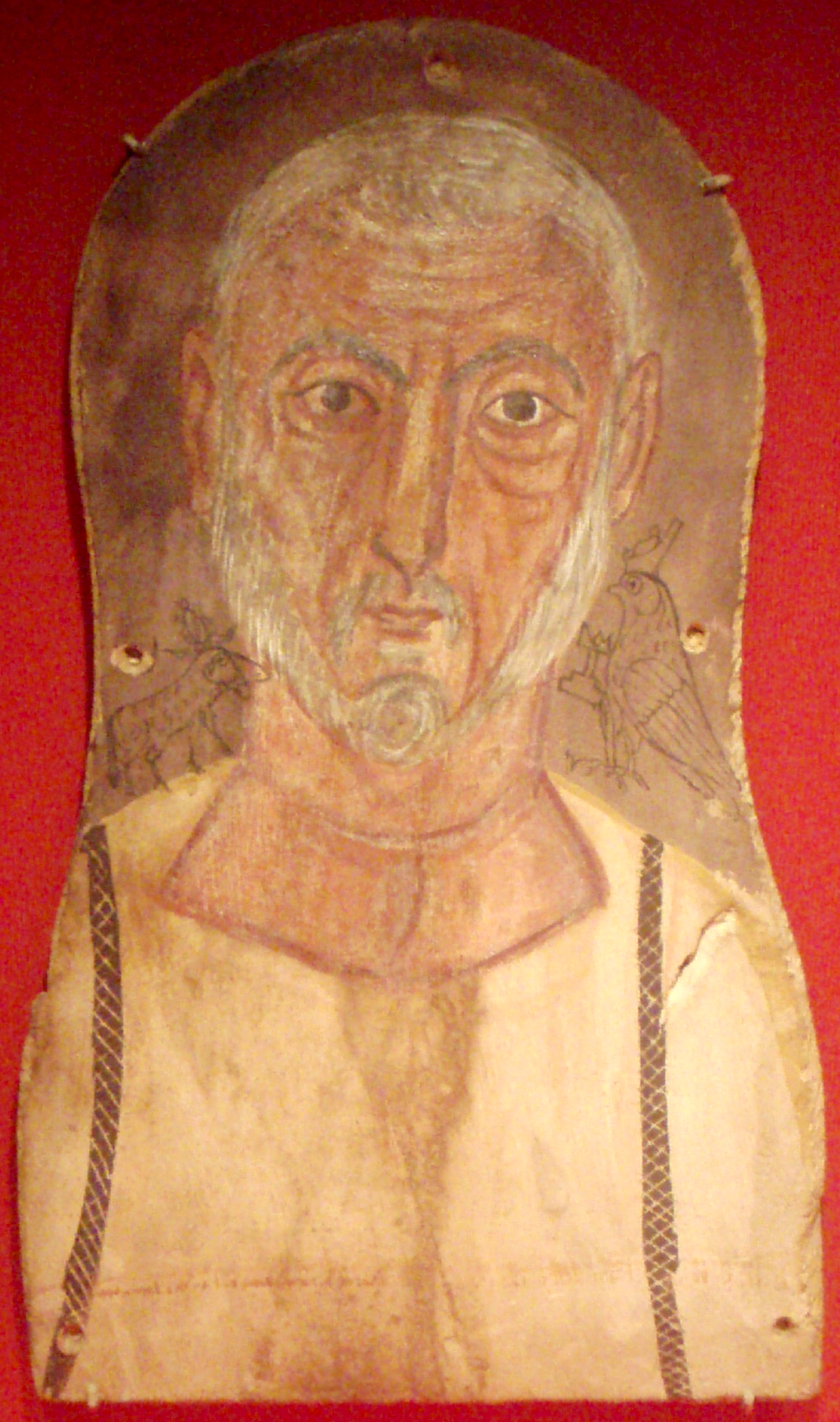
Uno dei pochi ritratti di uomo anziano affiancato da divinità egizie.
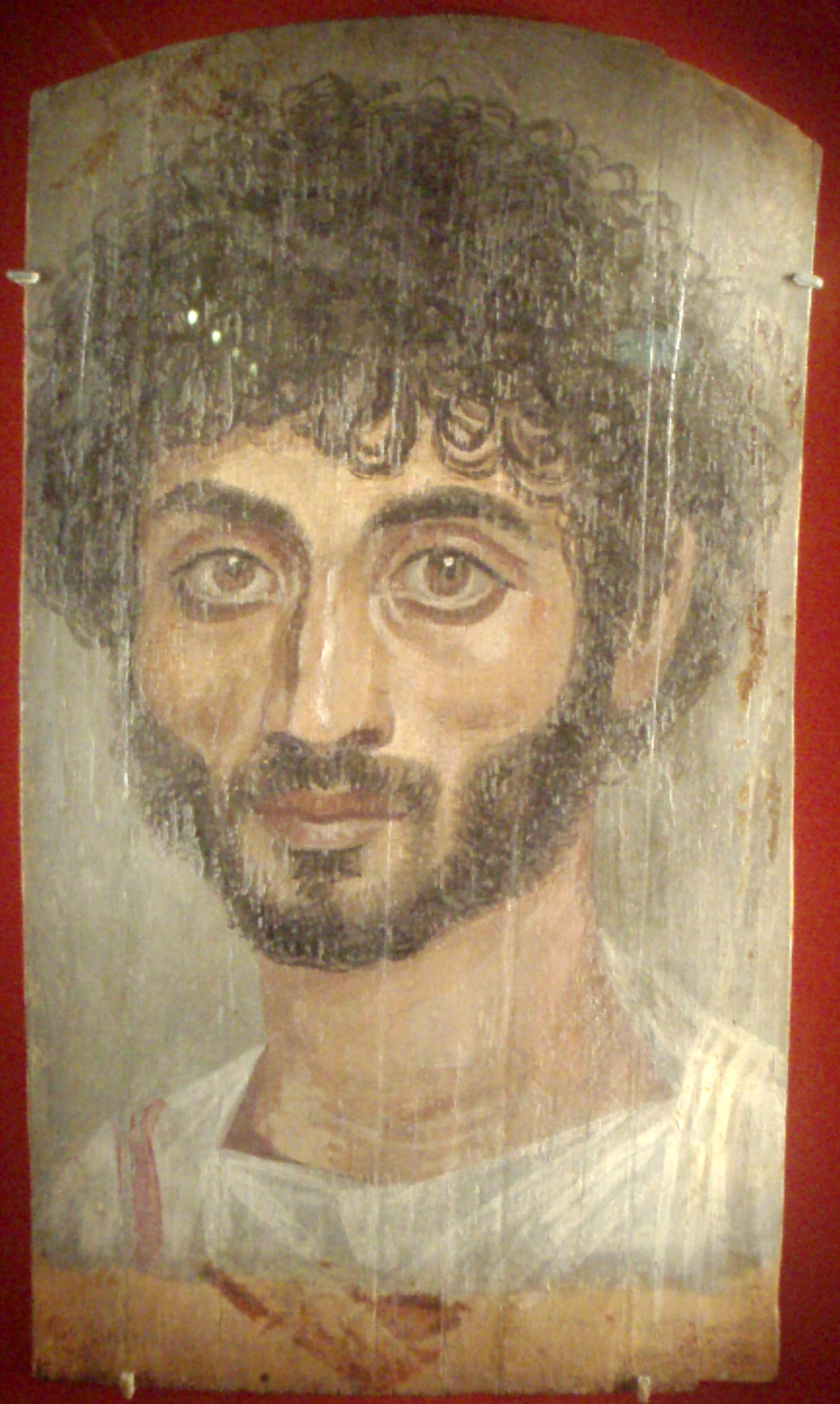
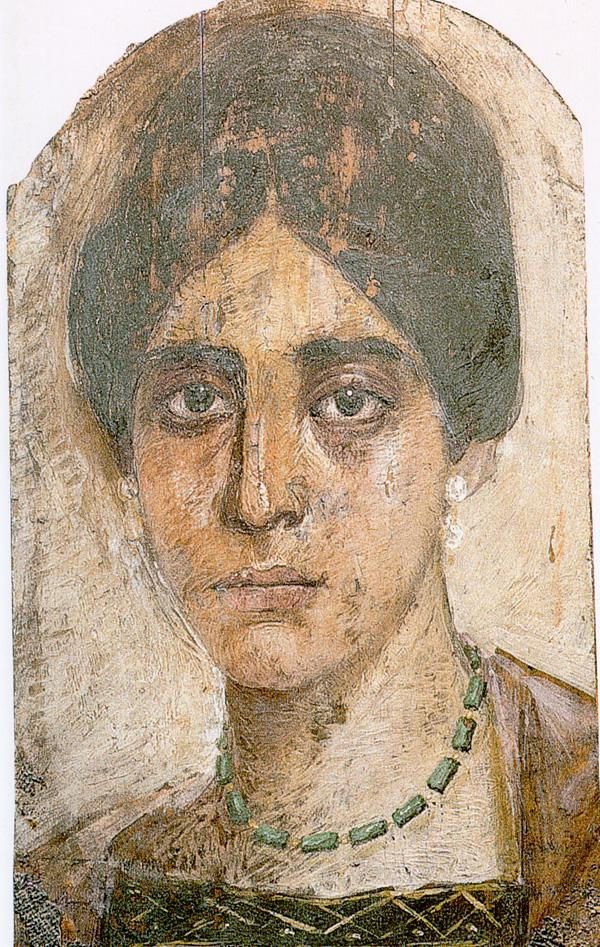
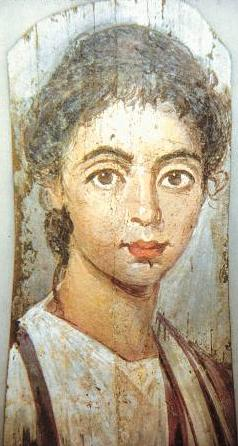
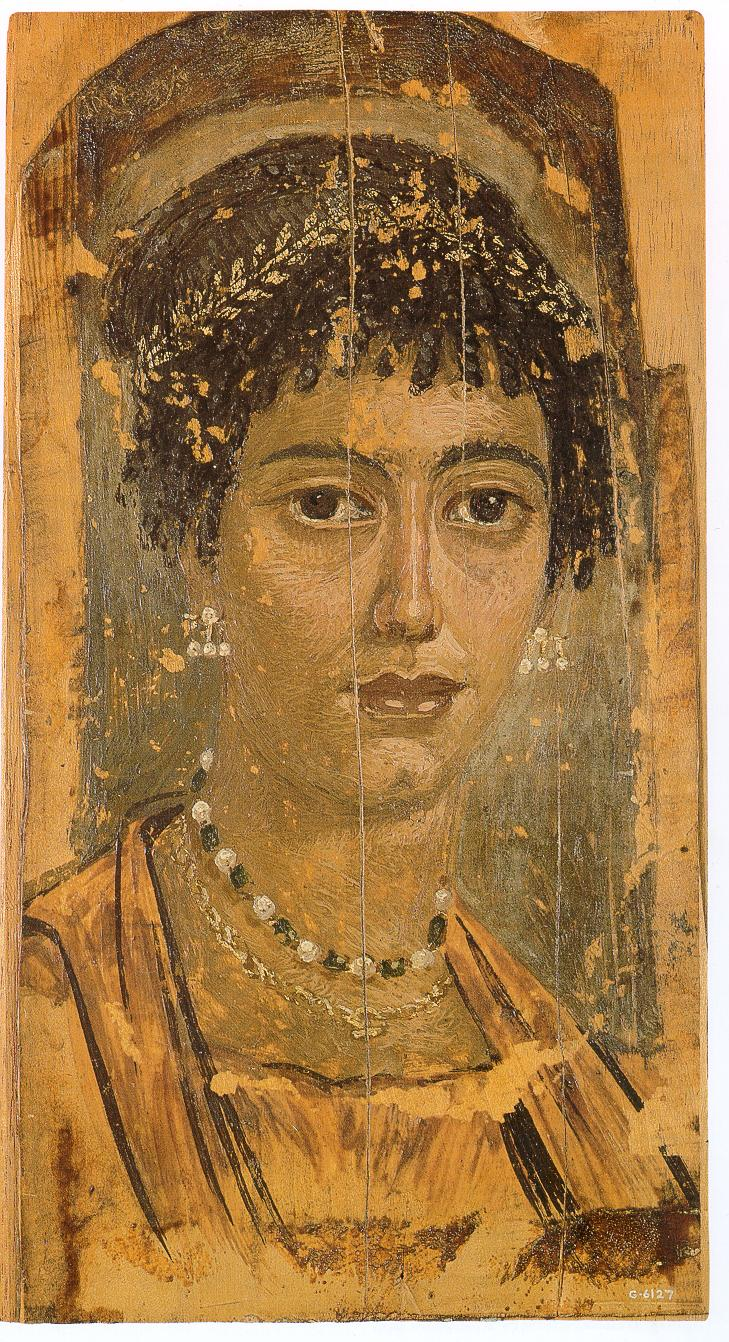
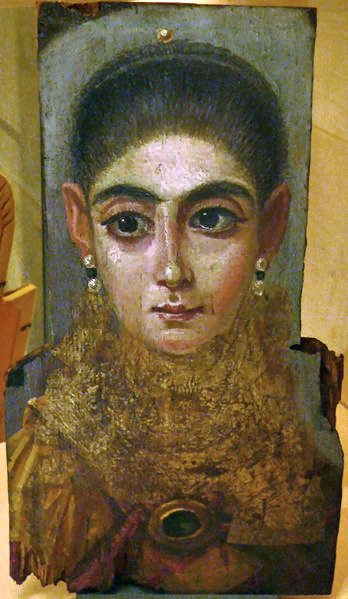
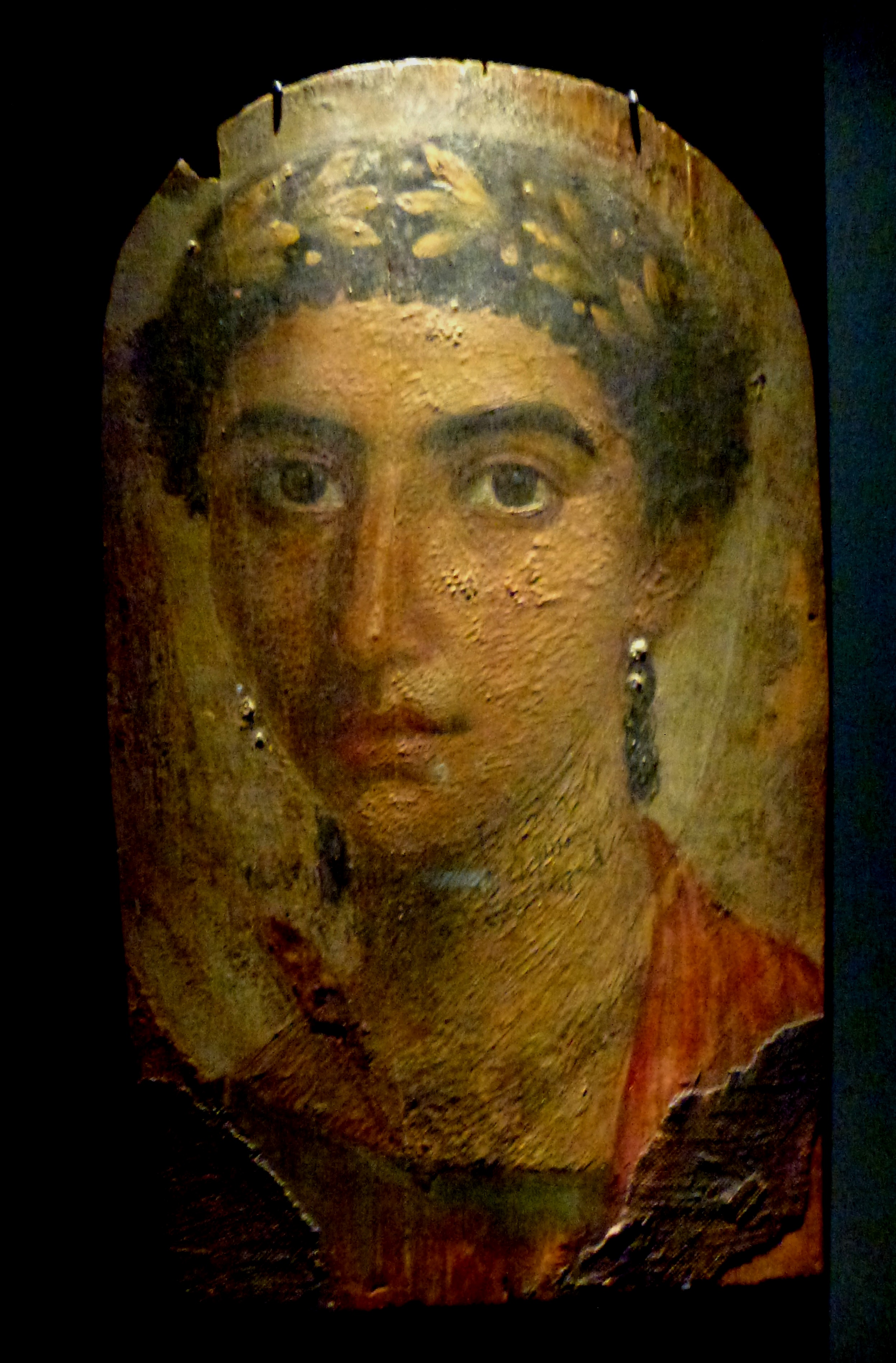
Ritratto di Eirene.